# 船塚古墳 (佐賀市)
船塚古墳（ふなづかこふん）は、佐賀県佐賀市大和町にある古墳。佐賀県一の雄大美麗な前方後円墳。佐賀県指定史跡に指定されている（指定名称は「船塚」）。ここに葬られている豪族は大和朝廷と関係を持つ地方随一の権力者であっただろうと言われている。
佐賀県では最大規模の古墳で、5世紀中頃（古墳時代中期）の築造と推定される。7世紀初めごろ作られた小古墳は山脈の南麓に数多並んでいたが、柑橘園開拓のために取り除かれて今はわずかに数基残している。
かつては11基あったが、現在は7基のみ残っている。

## 概要
佐賀市北部、標高35メートルの平地上に築かれた大型前方後円墳である。明治時代に盗掘に遭ったことが知られるほか、現在までに本格的な発掘調査は実施されていない。
墳形は前方後円形で、南北方向を主軸とし、前方部を南方に向ける。墳丘は3段築成。墳丘長は114メートルを測るが、これは佐賀県では最大規模になる。墳丘外表では葺石が認められるが、円筒埴輪の有無は明らかでないほか、後円部墳頂からは家形埴輪が出土している。墳丘周囲には幅12-18メートルの周濠が巡らされる。埋葬施設は、明治時代の盗掘坑から竪穴式石室とされ、石室内面は赤く塗られていたと伝わる。また、石室内には箱式石棺が2基置かれており、勾玉が出土したという。墳丘北側では陪塚7基（かつては11基）の築造も知られ、うち1基からは円筒埴輪が出土している。以上から、築造時期は古墳時代中期の5世紀中頃と推定される。
古墳域は1953年（昭和28年）に佐賀県指定史跡に指定されている。

## 墳丘

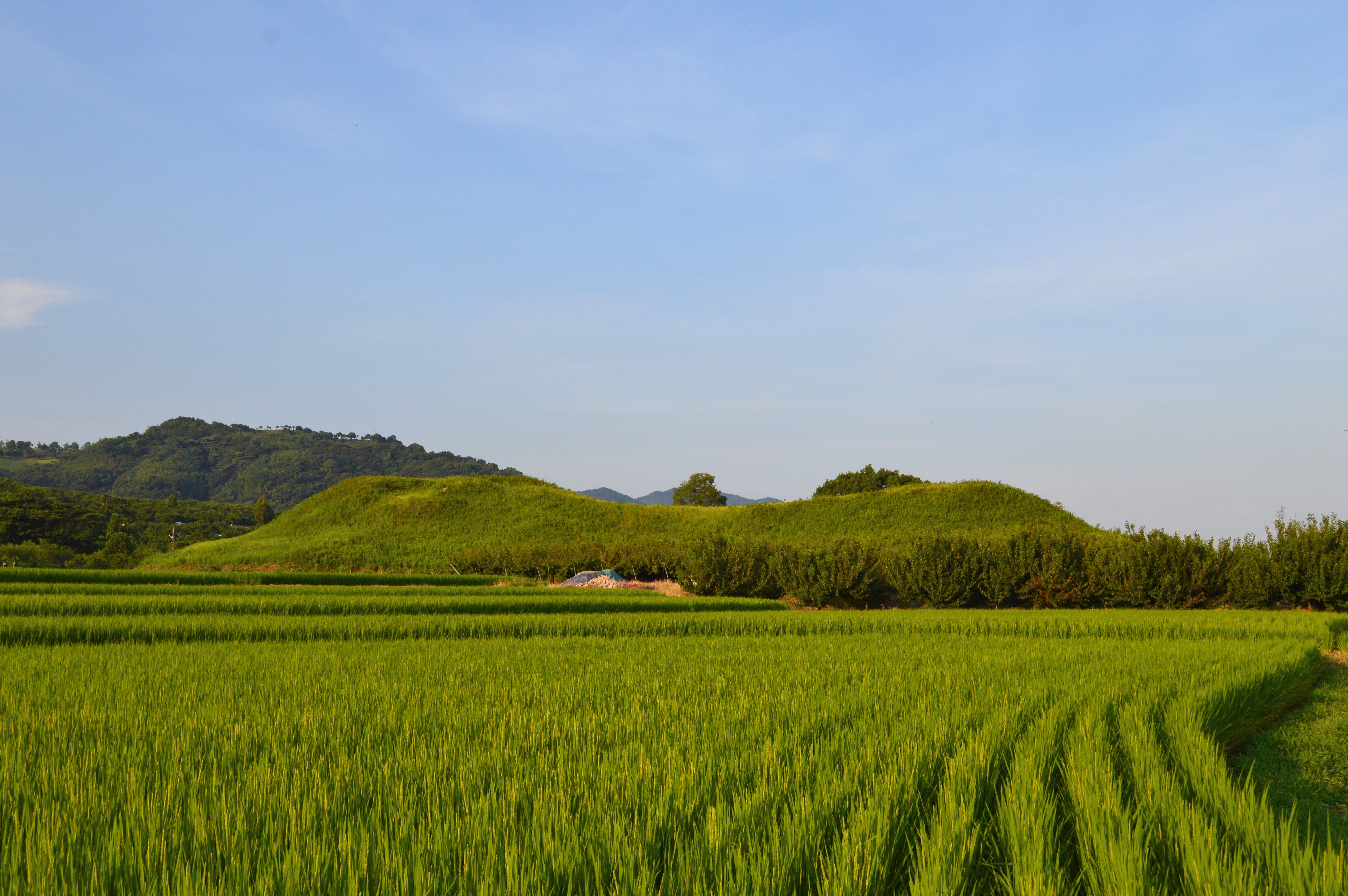
西方から望む墳形左に後円部、右に前方部。

墳丘の規模は次の通り。
- 墳丘長：114メートル
- 後円部 - 3段築成。
  - 直径：63メートル
  - 高さ：10メートル
- 前方部 - 3段築成。
  - 幅：62メートル
  - 高さ：9メートル

## 文化財

### 佐賀県指定文化財
- 史跡
  - 船塚 - 1953年（昭和28年）11月3日指定[4]。